# Bedburg

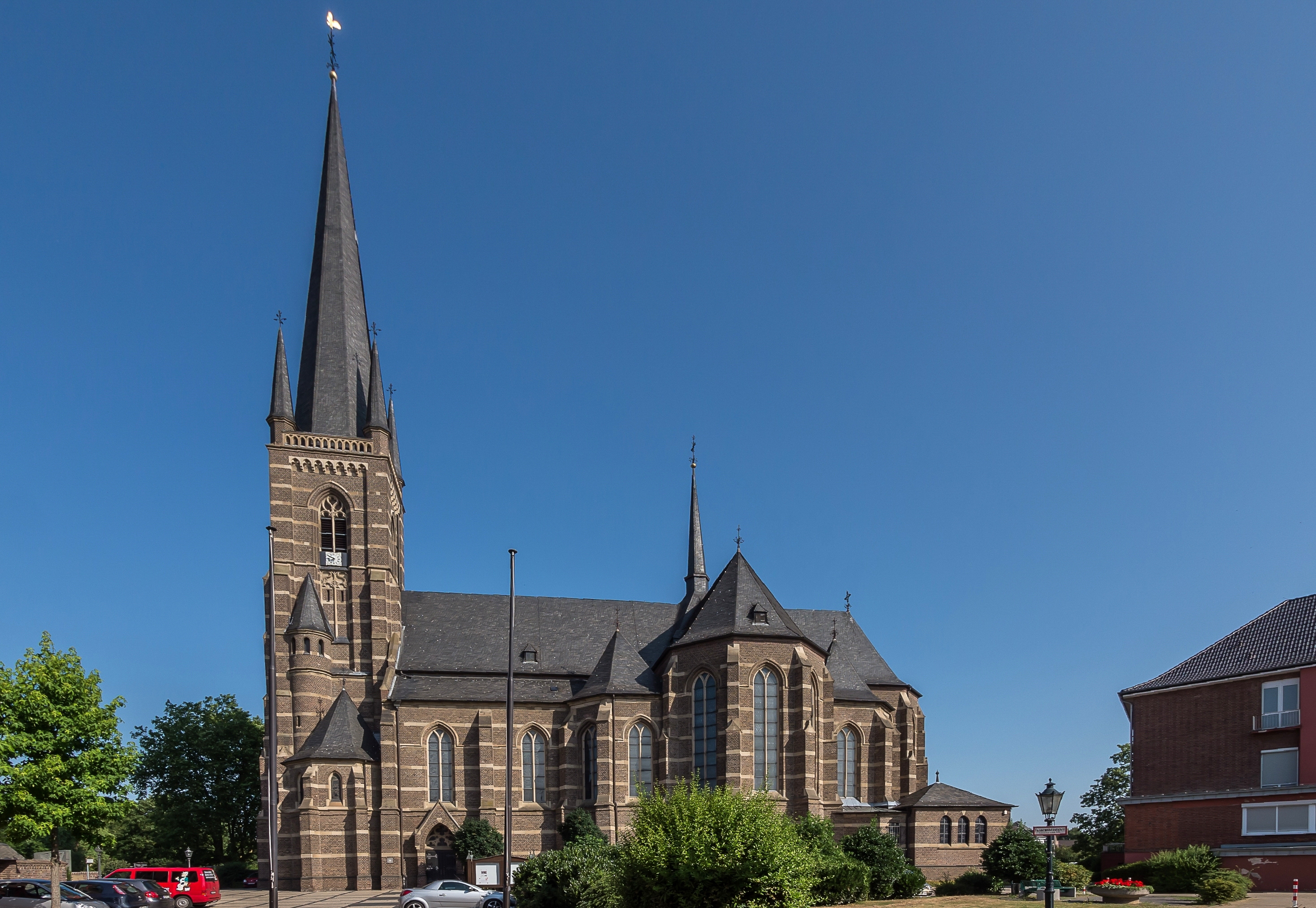
Kirche St. Lambertus in Bedburg

Bedburg [ˈbɛtˌbʊʁk] ist eine Stadt im Rheinland in Nordrhein-Westfalen mit rund 26.000 Einwohnern. Sie gehört zum Rhein-Erft-Kreis im Regierungsbezirk Köln. Seit 2011 besitzt sie den Status einer mittleren kreisangehörigen Stadt.

## Geographie

### Fläche
Die Gesamtfläche der Stadt beläuft sich auf 8.033 ha (80,33 km²), davon sind 16,9 % (13,58 km²) Siedlungs- und Verkehrsfläche und 83,1 % (66,75 km²) Freifläche. Etwa 60 % der Fläche wird landwirtschaftlich genutzt. Mit einem Waldanteil von nur etwa 7,3 % zählt Bedburg zu den waldarmen Regionen in Nordrhein-Westfalen (Landesdurchschnitt NRW: 26 %). Bezogen auf die Gesamtfläche ist Bedburg die viertgrößte Stadt des Rhein-Erft-Kreises, hat jedoch die zweitwenigsten Einwohner der Städte im Rhein-Erft-Kreis. Der geringe Siedlungsflächenanteil ist auch durch den historischen Tagebau und die Tagebaulandschaften bedingt.

### Lage und Nachbarstädte
Bedburg liegt linksrheinisch in der Kölner Bucht zwischen den Großstädten Düsseldorf, Köln, Mönchengladbach und Aachen und grenzt an den Naturpark Rheinland sowie im Uhrzeigersinn an folgende Städte und Gemeinden:
Jüchen, Grevenbroich, Rommerskirchen (alle Rhein-Kreis Neuss), Bergheim, Elsdorf, Titz (Kreis Düren) und indirekt Erkelenz (Kreis Heinsberg).

### Flüsse und Seen
Der Fluss Erft verläuft in seiner breitesten Bahn durch Bedburg. In Altkaster befindet sich der Kasterer See, ein rekultivierter Bereich mit Wanderwegen. Ebenso liegt zwischen Bedburg und Bergheim das Peringsmaar (Peringsee). Es ist Teil der rekultivierten Gebiete des Braunkohlentagebaus Fortuna/Garsdorf. Es ist geplant, das Peringsmaar mit der Erft zu verbinden.

### Stadtgliederung
Bedburg gliedert sich in 14 Stadtteile.
| Ortsteil       | Einwohner |
| -------------- | --------- |
| Bedburg        | 5.077     |
| Blerichen      | 2.761     |
| Broich         | 1.074     |
| Grottenherten  | 423       |
| Kaster         | 6.951     |
| Kirchherten    | 1.922     |
| Kirchtroisdorf | 1.144     |
| Kirdorf        | 1.121     |
| Kleintroisdorf | 179       |
| Königshoven    | 1.857     |
| Lipp           | 2.273     |
| Oppendorf      | 78        |
| Pütz           | 322       |
| Rath           | 923       |
| Bedburg gesamt | 26.105    |

Stand: 30. September 2024, Einwohner mit Hauptwohnsitz

## Demografie
Quelle: Demografiebericht der Stadt Bedburg

### Bevölkerungsentwicklung
- 1977: 18.488
- 1982: 19.112
- 1987: 20.215
- 1992: 22.457
- 1997: 23.885
- 2000: 24.237
- 2003: 24.821
- 2006: 24.926
- 2009: 24.782
- 2010: 24.647
- 2011: 24.608
- 2012: 24.809
- 2013: 23.981
- 2014: 23.037
- 2016: 23.577
- 2019: 24.884
- 2023: 25.705
- 2024: 26.105

Einwohnerentwicklung von Bedburg von 1977 bis 2016

Seit 2001 findet in Bedburg kein natürliches Bevölkerungswachstum mehr statt, seitdem wächst die Bevölkerung nur noch durch Zuwanderungsgewinne. 2006 sank die Bevölkerung im Vergleich zum Vorjahr erstmals. Von 2006 bis 2019 ist die Bedburger Bevölkerung um 42 Personen gesunken.

### Altersstruktur
| Jahr | unter 6 | 6–18 | 18–25 | 25–30 | 30–50 | 50–65 | 65 und älter |
| ---- | ------- | ---- | ----- | ----- | ----- | ----- | ------------ |
| 2000 | 6,2     | 13,8 | 7,6   | 5,8   | 34,1  | 18,0  | 14,5         |
| 2009 | 4,5     | 12,9 | 7,9   | 4,8   | 31,1  | 20,7  | 18,1         |

Betrachtet man die langfristige Entwicklung der Stadt Bedburg, so stellt man fest, dass Bedburg das demografische Problem Deutschlands widerspiegelt. Von 1979 bis 2011 verschob sich der Anteil der einzelnen Altersgruppen. Es werden in Bedburg nicht genug Kinder geboren, und folglich altert die Bevölkerung. 1979 hatten noch die 10- bis 20-Jährigen den größten Anteil an der Bevölkerung; 2011 hatten die 40- bis 50-Jährigen den größten und die 10- bis 20-Jährigen den kleinsten Anteil. 2010 betrug das Durchschnittsalter eines Bedburgers 43,3 Jahre (Median 44 Jahre). IT NRW prognostiziert eine rasche Alterung der Bedburger Bevölkerung in den nächsten 20 Jahren. Kinder- und Familienfreundlichkeit wird somit für Bedburg ein wichtiger Faktor.

### Migration und Einbürgerung
2010 lebten in Bedburg insgesamt 2247 Ausländer, ihr Anteil an der Gesamtbevölkerung lag bei 9,1 %. In den Jahren 1980 bis 2000 stieg die Anzahl der Ausländer in Bedburg kontinuierlich an. In den Folgejahren sank sie bis zum Jahr 2010. Im Jahr 2010 wurden 17 Personen Bedburgs eingebürgert. In den Jahren 2000 bis 2010 waren es insgesamt 416 Bürger (Durchschnitt: 38 Einbürgerungen pro Jahr).

### Arbeitsstruktur
Im Jahr 2011 arbeiteten in Bedburg 3030 sozialversicherungspflichtig Beschäftigte (Selbstständige und Beamte nicht erfasst). Davon arbeiten 44,6 % im Sektor Sonstige Dienstleistungen, 35,6 % im Sektor Handel, Gastgewerbe, Verkehr und Lagerei, 18,6 % im Sektor produzierendes Gewerbe und 1,1 % im Primärsektor (siehe auch Wirtschaftssektor). Die Anzahl dieser Beschäftigten am Arbeitsort Bedburg ist zwischen 2005 und 2011 um 5,6 % angestiegen. 2011 betrug die Anzahl der arbeitslos gemeldeten 558 Personen (2,4 % der damaligen Gesamtbevölkerung). Zwischen 2005 und 2011 hat sich die Zahl der Arbeitslosen dabei um etwa 40 % reduziert. Als Ursachen dafür können die positive Wirtschaftsentwicklung und die Zunahme der Unternehmensansiedlungen genannt werden.

## Stadtbild
Der historische Ortskern von Bedburg erstreckt sich um den Marktplatz zwischen dem Schloss Bedburg und der Kirche St. Lambertus mit Bauten aus dem vermutlich 17. bis frühen 20. Jahrhundert. Das Schloss gilt als einer der größten und baukünstlerisch bedeutendsten Adelssitze im Rheinland. Dessen Anfänge gehen auf eine gotische Dreiflügelanlage aus dem 13. Jahrhundert zurück. Nach den Zerstörungen im Truchsessischen Krieg (1584) erfolgte der Wiederaufbau wahrscheinlich durch den Jülicher Hofbaumeister Alessandro Pasqualini oder einen Baumeister aus seinem Umkreis. Die Anlage ist von einer Parkanlage umgeben und zur Hauptstraße hin durch ein Torhaus abgeschirmt.

## Geschichte
Der Ort Bedburg wurde 893 erstmals im Urbar der Abtei Prüm als Betbure erwähnt und erstmals 1295 als Stadt („oppidum“) bezeichnet. Im 12. Jahrhundert hatten die Grafen von Saffenberg Bedburg in Besitz gehabt, sie wurden 1175, nach ihrem Aussterben, von den Grafen von Sayn beerbt. Um 1225 befand sich Bedburg im Besitz des Hauses Reifferscheid. Im Mittelalter waren Bedburg und das benachbarte (heute zu Bedburg gehörende) Kaster Schauplatz der kriegerischen Auseinandersetzungen zwischen den Kölner Erzbischöfen und den Grafen (späteren Herzögen) von Jülich um die Machtfrage im Erftraum. Aufgrund der Niederlage von Kurköln in der Schlacht von Worringen wechselten die Lehnshohheiten ständig. Im Laufe der Zeit wurde immer wieder über die Frage gestritten, ob Bedburg ein Kölner oder Jülicher Lehen und als solches eine Unterherrschaft oder im Besitz Reifferscheids ein Teil von deren reichsunmittelbarer Herrschaft geworden sei. Ab 1384 wurde Bedburg Teil des kurkölnischen Amts Hülchrath. Von 1422 bis 1446 war das Haus Limburg-Broich der Besitzer, danach bis 1484 das Haus Neuenahr-Rösberg, dann bis 1584 das Haus Neuenahr-Bedburg. Nachdem das Lehen in den Jahren 1584 bis 1588 an das Kurfürstentum Köln zurückgefallen war, kam bis 1798 das Haus Reifferscheid wieder in den Besitz. Dieses Geschlecht bildete unter Altgraf Erich Adolf (1619–1673) die Linie Salm-Reifferscheidt-Bedburg. In der Franzosenzeit annektierte Frankreich alle Länder links des Rheins. Für seinen Verlust wurde Franz Wilhelm zu Salm-Reifferscheidt, regierender Graf zu Bedbur(g) und Erp, im Reichsdeputationshauptschluss mit dem Fürstentum Krautheim entschädigt.
Die Stadt Bedburg in ihrer heutigen Form ist aber noch jung. Am 1. Januar 1975 wurden die damaligen Städte Bedburg und Kaster sowie die damaligen Gemeinden Lipp, Königshoven und Pütz durch das Köln-Gesetz zur neuen Stadt Bedburg zusammengelegt. Die damaligen Ämter Bedburg und Königshoven wurden aufgelöst.
Durch den Braunkohleabbau im Rheinischen Braunkohlerevier mussten seit den 1950er Jahren mehrere Ortschaften mit insgesamt fast 7.000 Einwohnern innerhalb des Stadtgebiets umgesiedelt werden, darunter auch der 1311 erstmals erwähnte Ort Königshoven. Mittlerweile hat die Stadt Bedburg knapp 25.000 Einwohner (näheres dazu im Abschnitt Bevölkerungsentwicklung).

### Zwischen Bürgerkrieg und Werwolfpanik

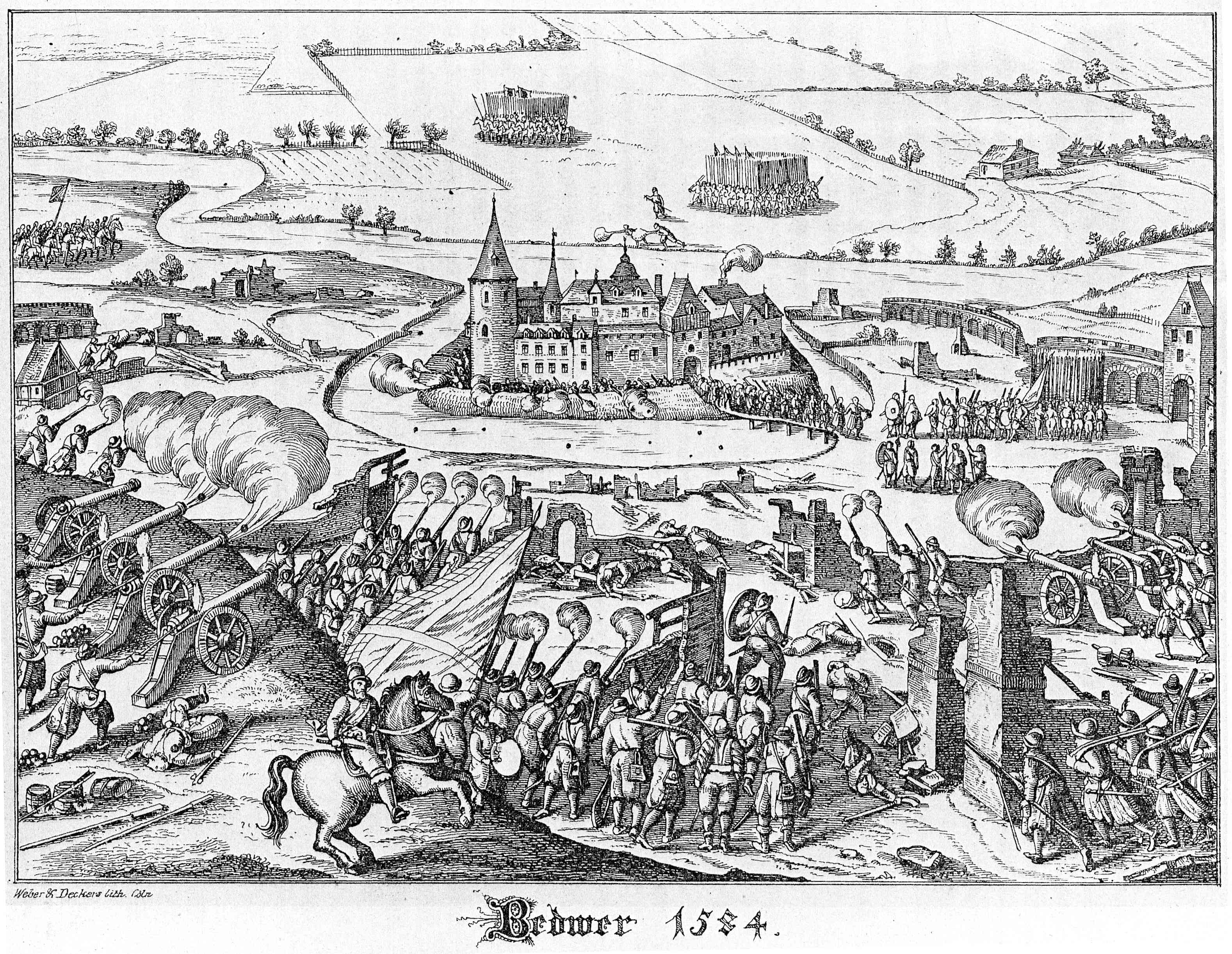
Die Belagerung Bedburgs durch die Katholiken 1584

Historische Bedeutung erlangte Bedburg in den 1580er Jahren im Zusammenhang mit dem direkten Vorläufer des Dreißigjährigen Krieges, dem so genannten „Kölnischen Krieg“ oder „Truchsessischen Krieg“ (1582–1587). Auslöser war die versuchte Einführung der protestantischen Lehre im Erzstift und Kurfürstentum Köln durch den Erzbischof Gebhard I. von Waldburg ab dem Jahre 1581.
Unterstützung fand Gebhard Truchsess von Waldburg in seinem mächtigen Lehnsmann, dem Grafen Adolf von Neuenahr, der zugleich auch Herr von Bedburg war. Der Graf hatte in seinen Herrschaften Moers und Bedburg die protestantische Lehre eingeführt und wurde dabei von der Bevölkerung unterstützt, nicht zuletzt von den wohlhabenden Bauern, die als Meinungsmacher in der ländlich geprägten Gemeinde fungierten. Im Jahre 1584 wurde Bedburg von den katholischen Truppen unter dem Kommando des Grafen Werner von Salm-Reifferscheidt belagert und 1585 schließlich erobert. Das umliegende Land war weitgehend verwüstet.

Die Untaten, die Folterung und die Hinrichtung des „Werwolfs von Bedburg“ 1586

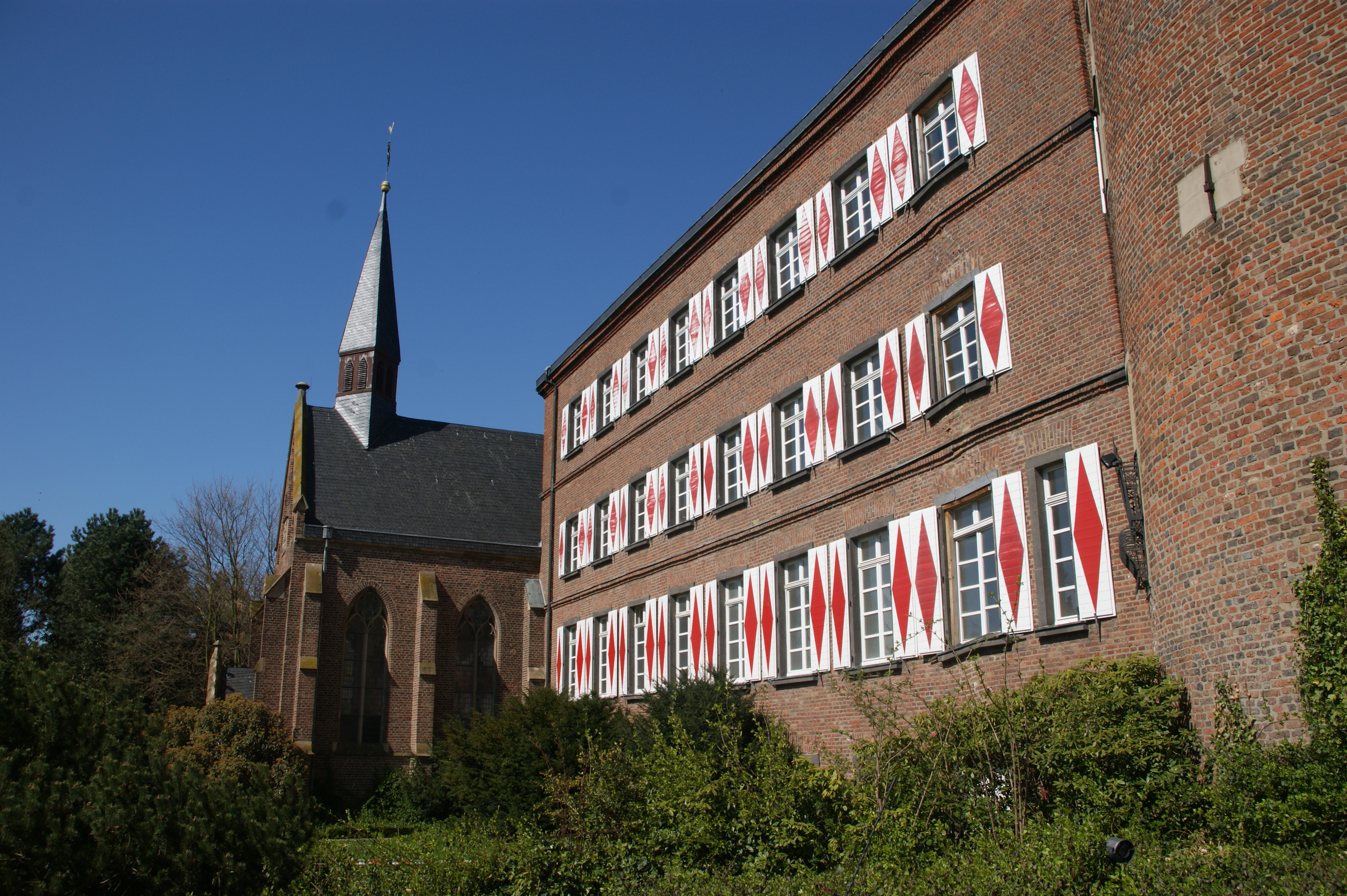
Schlosskapelle und Ritterakademie

Ein Vorläufer des Dreißigjährigen Krieges war dieser Krieg insofern, als in großem Maße Söldnerheere das Land verwüsteten, Kirchen niederbrannten (in zwei Fällen sogar mit der darin versammelten Gemeinde) und systematisch plünderten – auch in den Gebieten, die ihrem Dienstherren unterstanden. Mit dem Ende der Kampfhandlungen waren die Leiden der Bevölkerung jedoch noch nicht beendet. Nun beherrschten Räuberbanden, vermutlich entlassene Söldner, das Umland zwischen der Erft und dem Rhein. Aber auch die katholische Burgbesatzung von Bedburg betätigte sich als Wegelagerer. Im Jahre 1587 machten die spanischen und bayerischen Söldner des Grafen von Salm-Reifferscheidt-Dyck bei Jüngersdorf (heute Ortsteil von Köln) einen ganzen Handelszug nieder, ohne dass sie dafür zur Rechenschaft gezogen wurden. Es kann davon ausgegangen werden, dass zahlreiche oder alle Mordtaten, die später dem Werwolf von Bedburg angelastet wurden, in Wirklichkeit von diesen Banden verübt wurden.

### Rheinische Ritterakademie
Im Jahr 1839 erwarben Mitglieder des rheinischen ritterbürtigen Adels das Bedburger Schloss und eröffneten darin am 1. Mai 1842 die Rheinische Ritterakademie, den Vorläufer des heutigen „Silverberg-Gymnasiums“. Sie war bis 1850 nur dem Adel zugänglich, ab dann aber auch bürgerlichen Schülern und wurde 1929 in das „Städtische Realgymnasium Bedburg“ umgewandelt.
Das Gebäude der ehemaligen Rheinischen Ritterakademie in unmittelbarer Nähe des Schlosses wurde 2011 samt der von Vincenz Statz entworfenen Schlosskapelle abgerissen. Grund hierfür waren Bauschäden infolge unzureichender beziehungsweise stark geschädigter Gründung. Ein Einsturz der beiden Gebäude konnte zuletzt nicht mehr ausgeschlossen werden, und eine Behebung der Bauschäden war nach Ansicht der verantwortlichen Kommunalpolitiker und des Eigentümers wirtschaftlich nicht mehr zu vertreten. Das Schloss Bedburg ist von den Bauschäden nicht betroffen.

## Politik

### Stadtrat
Der Stadtrat ist die kommunale Volksvertretung der Stadt Bedburg. Über die Zusammensetzung entscheiden die Bürger alle fünf Jahre, zuletzt am 13. September 2020.

### Bürgermeister
Bei der Wahl zum Bürgermeister am 25. Mai 2014 wurde Sascha Solbach der neue Bedburger Bürgermeister. Mit 57,8 zu 42,2 Prozent löste der SPD-Mann den langjährigen CDU-Bürgermeister Gunnar Koerdt ab. 2020 wurde er mit 72,95 Prozent der Stimmen im Amt bestätigt. Stellvertretender Bürgermeister ist Markus La Noutelle. Zweite stellvertretende Bürgermeisterin ist Angelika Dreikhausen, und Dritter stellvertretender Bürgermeister ist Albert Steffens. In jedem Stadtteil gibt es einen Ortsbürgermeister, der die Belange der Bürger gegenüber dem Stadtrat, der Stadtverwaltung und anderen Behörden vertritt.
| Name          | Partei | von  | bis  |
| ------------- | ------ | ---- | ---- |
| Willi Kaiser  | CDU    | 1975 | 1987 |
| Hans Schmitz  | SPD    | 1987 | 1994 |
| Willy Harren  | CDU    | 1994 | 2004 |
| Gunnar Koerdt | CDU    | 2004 | 2014 |

### Städtepartnerschaften
Bedburg unterhält eine Städtepartnerschaft mit Vetschau im Landkreis Oberspreewald-Lausitz in Brandenburg sowie international mit Pardes Chana-Karkur in Israel und eine Solitdaritätpartnerschaft mit Mykolajiw in der Ukraine.

### Wappen und Flagge

Wappen
Banner
Hissflagge

#### Wappen
| | Blasonierung: „Das Wappen der Stadt zeigt, geteilt oben im roten mit fünf silbernen (weißen) „Wecken“ bestreuten Feld einen zwiegeschwänzten, bekrönten, wachsenden, silbernen (weißen) rotbezungten Löwen; unten in Silber (Weiß) ein rotes Schildchen, darüber einen fünflätzigen blauen Turnierkragen.“ |
| Wappenbegründung: Das Wappen zeigt den Heinsberger Löwen (Limburger Löwen) und fünf „Wecken“ im oberen Teil, welche die Herren zu Bedburg in ihrem Wappen führten und unten die Symbole der Grafen von Salm-Reifferscheid. Die fünf „Wecken“ repräsentieren die fünf ehemaligen Gemeinden. Das Wappen in der heutigen Form existiert auf Grund eines Ratsbeschlusses seit der kommunalen Neugliederung und dem sogenannten „Köln-Gesetz“, das die fünf Orte Bedburg, Kaster, Königshoven, Lipp und Pütz zur Stadt Bedburg zusammenschloss. | |

#### Flagge
Als Banner: Rot/weiß/rot im Verhältnis 1 : 4 : 1, längsgestreift mit dem Wappenschild der Stadt etwas oberhalb der Mitte.
Als Hissflagge: Rot/weiß/rot im Verhältnis 1 : 4 : 1, längsgestreift mit dem Wappenschild der Stadt in der Mittelbahn etwas über die Mitte hinaus nach oben hin verschoben.

## Kultur und Sehenswürdigkeiten

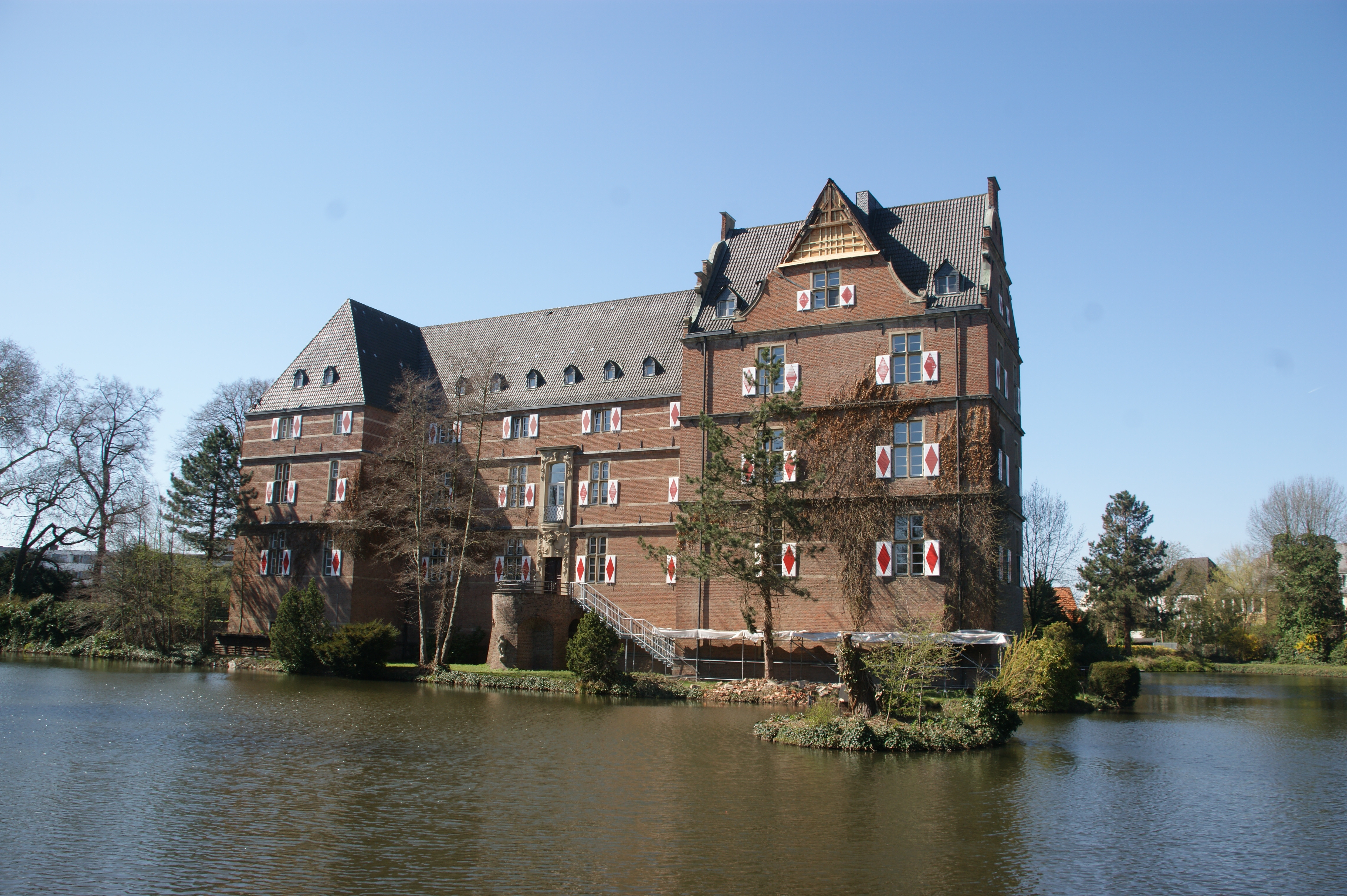
Schloss Bedburg

### Bauwerke

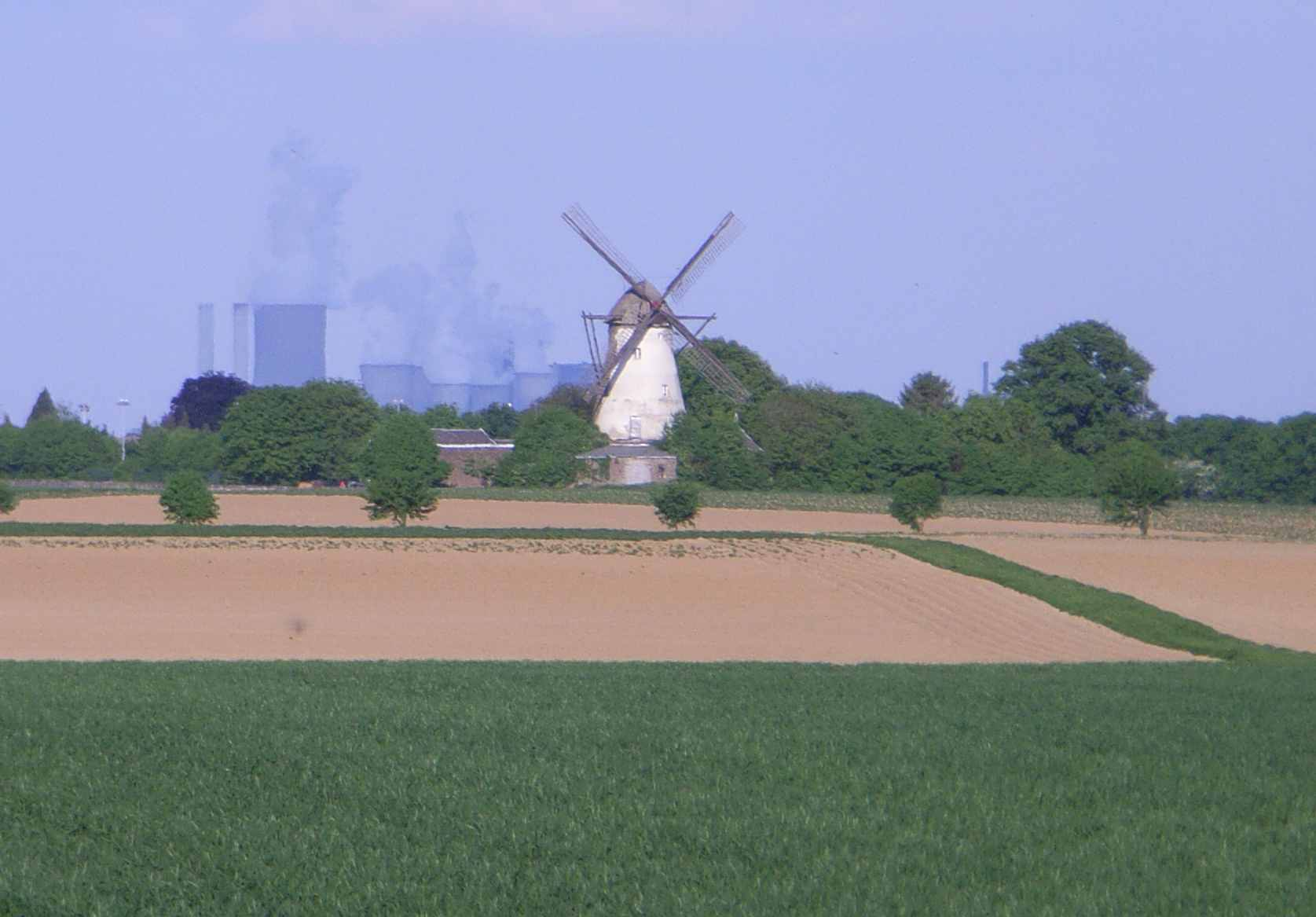
Grottenhertener Mühle

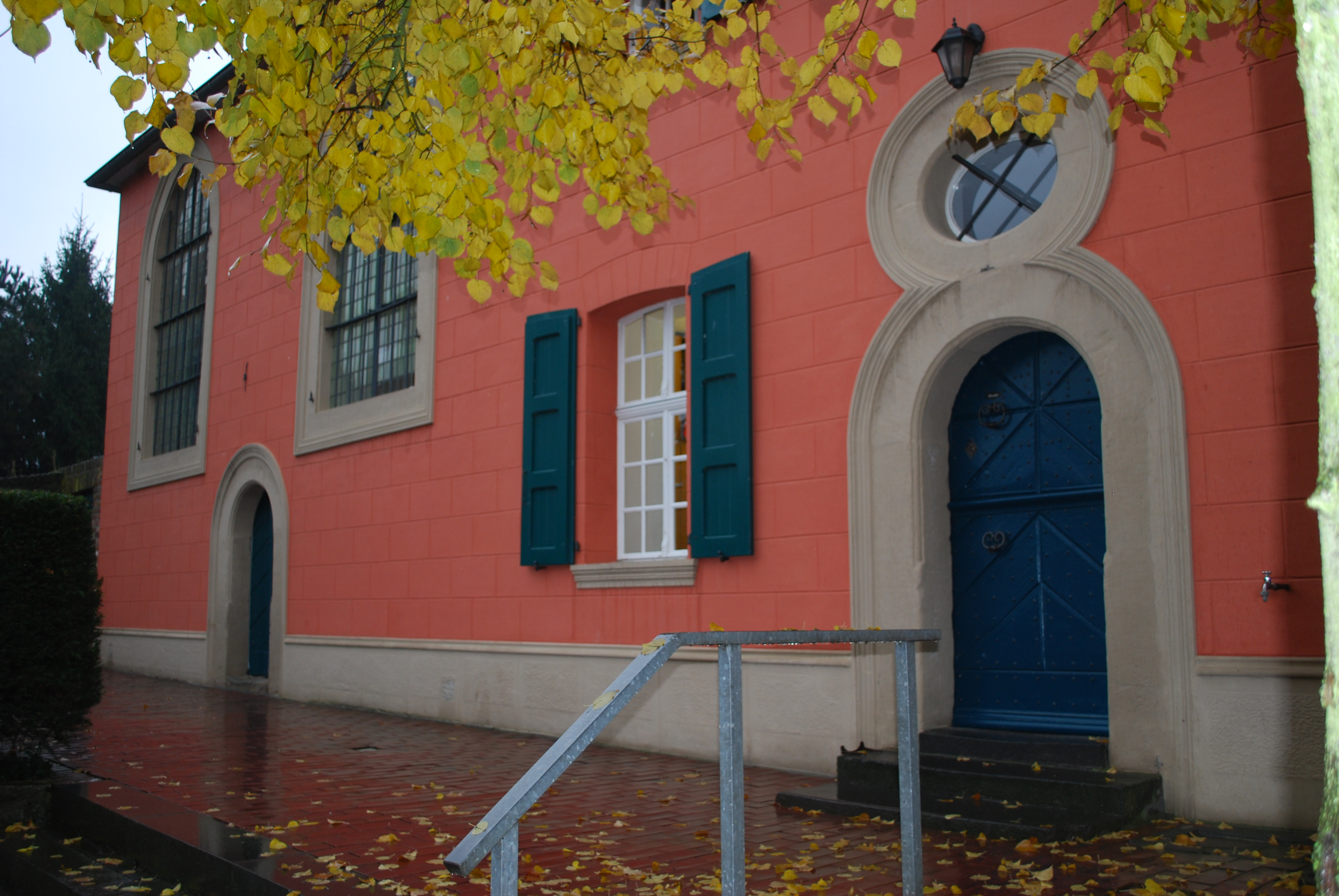
Evangelische Kirche in Kirchherten

- Schloss Bedburg aus dem 12. Jahrhundert
- Bedburg: Kirche St. Lambertus
- Rather Mühle von 1804: Windmühle an der Straße nach Geretzhoven
- Grottenhertener Turmwindmühle aus dem 19. Jahrhundert und Kirche St. Margaretha
- Kirchherten: Evangelische Hauskirche Kirchherten, Kath. Kirche St. Martinus, Kapelle St. Irmundis
- Gut Etgendorf bei Lipp aus dem 15. Jahrhundert
- Kirdorf: Kirche Alt St. Willibrordus, um 1500 errichtet

### Museen
- Rosengart-Museum: Automobil-Museum mit Fahrzeugen des historischen Unternehmens Automobiles L. Rosengart

### Parks und Naherholung
- Schlosspark Bedburg
- Peringsmaar – Ein durch abgepumptes Grundwasser gefüllter See, Naturschutzgebiet
- Kasterer See in Altkaster
- ehemalige Klärteiche in Broich

### Medien
- Kölnische Rundschau
- Kölner Stadtanzeiger
- Radio Erft
- Werbepost / Sonntagspost
- Stattblatt – kostenloses, regionales Monatsmagazin, welches auch in der Gemeinde Rommerskirchen, Jüchen und Grevenbroich erscheint.

### Friedhöfe
- Alter jüdischer Friedhof
- Neuer jüdischer Friedhof

## Wirtschaft und Infrastruktur

### Verkehr

#### Straßen
Bedburg verfügt an der A 61 über einen eigenen Autobahnanschluss. Folgende Autobahnen und Bundesstraßen befinden sich in unmittelbarer Nähe des Stadtgebiets oder sind im näheren Umfeld zu erreichen:
A 44, A 540, A 46, A 4, B 477, B 55, B 59, B 264.

#### Bahn

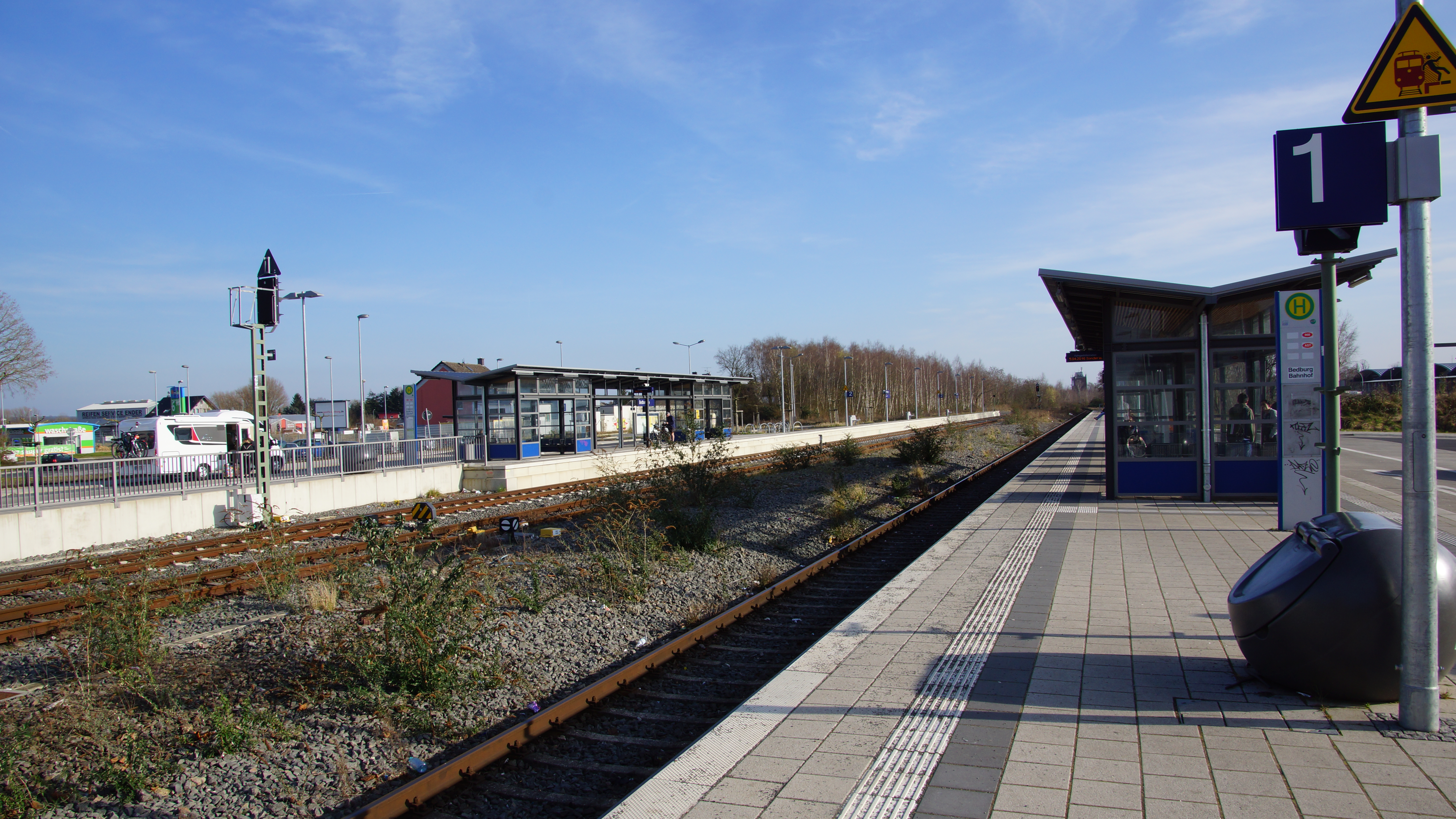
Bahnhof Bedburg

Der Bahnhof Bedburg (Erft) liegt an der Bahnstrecke Düren–Neuss und an der Erftbahn. Von hier verkehren Züge in Richtung Horrem und Neuss.
Der Streckenabschnitt Düren – Bedburg der Bahnstrecke Düren – Neuss ist dem Tagebau Hambach zum Opfer gefallen. 1898 nahm das „Amelner Johännchen“ auf der Strecke Bedburg – Niederembt – Ameln den Betrieb auf. Der Verkehr dieser Linie wurde am 17. März 1953 eingestellt, da sie nicht mehr rentabel war.

#### Busse
Der Busverkehr wird von der REVG durchgeführt. Die VRS-Buslinien 905, 924, 927, 975 und 988 verbinden Bedburg mit den einzelnen Stadtteilen sowie mit Bergheim und Elsdorf. Haupthaltestelle ist Bedburg Bf. Die Buslinie 987 erbringt den Schülerverkehr im Stadtgebiet.
| Linie | Verlauf |
| ----- | --- |
| 905   | Stadtbus Bedburg: Bedburg Bf – Bedburg-West – Kirchtroisdorf – Grottenherten – Kirchherten – Pütz – Königshoven – Kaster – Lipp – Bedburg Rathaus – Bedburg Bf – Blerichen – Kirdorf                                              |
| 924   | (Bergheim Bf – Oberaußem –) Niederaußem – Auenheim – Rath – Broich – Bedburg Rathaus – Bedburg Bf (– Bedburg Schulzentrum) |
| 927   | Bedburg Bf – Industriegebiet Mühlenerft |
| 975   | (Grevenbroich – Laach – Gustorf – Königshoven –) Kaster – Bedburg Bf – Blerichen – Kirdorf – Glesch – Paffendorf – Zieverich – Bergheim Bf – Kenten – Quadrath-Ichendorf – Horrem Bf                                              |
| 987   | Schülerverkehr Bedburg |
| 988   | (Stammeln – Heppendorf – Widdendorf – Grouven – Berrendorf-Wüllenrath – Giesendorf –) Elsdorf – Angelsdorf – Esch – Tollhausen – Oberembt – Frankeshoven – Niederembt – Bedburg Schulzentrum / (Kirdorf – Blerichen – Bedburg Bf) |

#### Radwege
In Bedburg befinden sich zahlreiche Rad- und Wanderwege. Darunter die Kaiser-Route, Wasserburgen-Route und den Erft-Radweg. Am Peeringsmaar geht die Straße der Energie, eine Erlebnisstraße/Radweg vorbei.

#### Flughäfen
Die nächsten Flughäfen sind
- Flughafen Köln/Bonn, 55 km
- Flughafen Düsseldorf, 56 km

#### Häfen
Die nächstgelegenen Häfen sind der Neuss-Düsseldorfer Hafen und die Kölner Häfen.

### Unternehmen
Am 1. August 1883 wurde die Zuckerfabrik Bedburg gegründet. Am 18. Mai 1995 schloss sie sich mit der Zuckerfabrik Jülich zu einem neuen Unternehmen zusammen. Hierauf wurde die Bedburger Fabrik am 31. März 1997 geschlossen. Zuletzt hatte sie noch 127 Mitarbeiter.
Viele Firmen haben in einem Industrie- und Gewerbepark Bedburg/Bergheim namens „Mühlenerft“ bei Bedburg ihren Sitz. Dieses Gebiet war früher eine ungenutzte Fläche der RWE Power AG. In Zukunft plant die Stadt mit der RWE, diese Fläche um etwa das Doppelte zu erweitern. Damit wäre es eines der größten Industriegebiete in der Region.
Im Juni 2011 eröffnete der chinesische Baumaschinenhersteller Sany eine Produktion in Mühlenerft. Der Konzern teilte mit, er wird künftig seine Europageschäfte vom Gewerbepark aus abwickeln. Lokalpolitiker und die Staatskanzlei des Landes Nordrhein-Westfalen reagierten auf diesen Anlass euphorisch. Im Januar 2012 gab die Firma bekannt, dass die zunächst behauptete Mitarbeiter-Zahl von 600 Leuten halbiert werden muss. Im Jahr 2016 meldete die Presse tatsächliche 40 Mitarbeiter im Werk, die Firma behauptete immerhin 71 Menschen.

### Energie
Die Braunkohleindustrie ist eine wichtige Kraft in der Region mit vielen Arbeitsplätzen. Da das Betriebsende der Braunkohleindustrie absehbar ist (Tagebau Garzweiler: Betrieb genehmigt bis 2045), denkt man jetzt schon über Alternativen nach, zum Beispiel über das Projekt terra nova der Regionale 2010, bei dem Bedburg auch Mitglied ist.
Die Stadt Bedburg ist mit jeweils 49 % am Windpark Königshovener Höhe sowie am Windpark Bedburg A44n beteiligt, welche sich auf einer rekultivierten Fläche des Tagebaus Garzweiler befinden.

### Freizeit
- monte mare: Hallenbad mit Sauna- und Wellnessbereich (Eröffnet am 3. Mai 2010)[16]

### Bildung
- Gemeinschaftsgrundschule Bedburg (Wilhelm-Busch-Schule)
- Gemeinschaftsgrundschule Kirdorf (Anton-Heinen-Schule)
- Gemeinschaftsgrundschule Kichherten (Geschwister-Stern-Schule)
- Katholische Grundschule Kaster (St.-Martinus-Grundschule)
- Gemeinschaftshauptschule Bedburg (Arnold-von-Harff-Schule)
- Realschule Bedburg
- Silverberg-Gymnasium Bedburg
- Montessori-Kinderhaus in Bedburg-Kirchtroisdorf

### Gerichtsbarkeit
Bedburg gehört zum Amtsgerichtsbezirk Bergheim.

## Persönlichkeiten

### Ehrenbürger
Folgenden Personen wurden die Ehrenbürgerrechte der Stadt Bedburg verliehen
- 1951: Paul Silverberg (* 6. Mai 1876 in Bedburg; † 5. Oktober 1959 in Lugano, Schweiz), war entscheidend an der industriellen Entwicklung der Stadt Bedburg und des gesamten Rheinischen Braunkohlereviers beteiligt
- 1955: Wilhelm Warsch (* 6. Dezember 1895 in Viersen; † 27. Dezember 1969 in Köln), CDU, ist es als Kölner Regierungspräsident in der Sitzung des Braunkohlausschusses am 15.12.1954 gelungen, eine Änderung der Abbaugrenze zu erreichen, die den Bedburger Stadtteil Kaster unberührt ließ. Hierdurch wurde Kaster erhalten und neuer Umsiedlungsraum für die damaligen Gemeinden Königshoven, Morken-Harff und Epprath gewonnen
- 1971: Stefan Franz Mockel (* 13. April 1891; † 12. Mai 1981), CDU, 1946 bis 1964 Mitglied Rat der ehemaligen Gemeinde Pütz sowie der Amtsvertretung des ehemaligen Amtes Königshoven, 1952 bis 1961 stellvertretender Bürgermeister Gemeinde Pütz, 1946 bis 1969 Ortsvorsteher Kirch-/Kleintroisdorf
- 1986: Kurt Stöbe (* 30. Januar 1911; † 7. Mai 1990), SPD, 1956 bis 1969 Mitglied der Amtsvertretung von Bedburg, 1961 bis 1979 Mitglied des Rates, 1964 bis 1974 Ortsvorsteher Blerichen, 1979 bis 1983 Ortsvorsteher von Blerichen-Kirdorf
- 1986: Heinrich Franken (* 19. März 1913; † 6. März 2000), CDU, 1961 bis 1974 Mitglied des Gemeinderates der Gemeinde Pütz, 1965 bis 1974 Mitglied der Amtsvertretung von Königshoven, 1964 bis 1969 stellvertretender Amtsbürgermeister des Amtes Königshoven, 1975 bis 1984 Mitglied des Rates der Stadt Bedburg, 1969 bis 1974 Bürgermeister der Gemeinde Pütz, 1975 bis 1984 Ortsvorsteher Kirch-Grottenherten
- 1990, 10. Februar: Leo Noppeney (* 9. November 1919; † 11. Dezember 2016), CDU, 1961 bis 1969 Bürgermeister der Stadt Bedburg, 1975 bis 1989 Mitglied des Rates der Stadt Bedburg, 1979 bis 1984 erster stellvertretender Bürgermeister der Stadt Bedburg, 1978 Verdienstorden der Bundesrepublik Deutschland
- 1990, 10. Februar: Karl Friedrich Schild (* 30. April 1920 in Berlin; † 19. September 2008 in Bedburg), SPD, 1956 bis 1961 und 1969 bis 1975 Bürgermeister der Stadt Bedburg, 1964 bis 1969 und 1971 bis 1974 Amtsbürgermeister des Amtes Bedburg, 1975 bis 1989 Mitglied des Rates der Stadt Bedburg
- 2006, 29. August: Hans Schmitz (* 7. August 1926 in Kerpen-Mödrath; † 21. September 2015 in Bedburg), SPD, ehemals ehrenamtlicher Bürgermeister von Bedburg; 1961 Ratsmitglied der Gemeinde Lipp, 1968 stellvertretender Bürgermeister, 1969 bis 1976 Bürgermeister von Lipp, 1976 bis 1997 Mitglied des Rates der Stadt Bedburg, 1979 bis 1988 stellvertretender Bürgermeister von Bedburg, 1988 bis 1994 Bürgermeister Stadt Bedburg, bis 1998 Mitglied des Kreistages
- 2009, 18. September: Willy Harren (* 30. März 1936 in Bedburg; † 27. Dezember 2022 in Neuss), CDU, 1969 bis 1974 Mitglied des Kreistages Bergheim, 1979 bis 1995 Mitglied des Kreistages des Erftkreises, 1975 bis 1995 Mitglied des Rates der Stadt Bedburg, 1979 bis 1989 Ortsvorsteher von Kaster, 1988 bis 1994 erster stellvertretender Bürgermeister der Stadt Bedburg, 1994 bis 1995 ehrenamtlicher Bürgermeister der Stadt Bedburg, 1995 bis 2004 erster hauptamtlicher Bürgermeister der Stadt Bedburg.[18]
- 2018, 14. September: Willy Moll (* 10. Mai 1939), CDU, 1969 bis 1975 Mitglied des Gemeinderates der Gemeinde Königshoven, 1974 Mitglied der Amtsvertretung und Bürgermeister der Gemeinde Königshoven, 1975 bis 2014 Mitglied des Rates der Stadt Bedburg, 1982 bis 2020 Ortsvorsteher/Ortsbürgermeister von Königshoven
- 2022, 28. April: Helmut Breuer (* 31. Juli 1942; † 1. Juni 2024), SPD, 2000 bis 2014 erster stellvertretender Bürgermeister der Stadt Bedburg, 1979 bis 2020 Mitglied des Rates der Stadt Bedburg, 1989 bis 1999 sowie 2009 bis 2020 Ortsvorsteher/Ortsbürgermeister im Stadtteil Lipp Millendorf
- 2024, 13. September: Karl Wilhelm „Willi“ Kaiser (* 29. Mai 1944), CDU, 1969 bis 1974 Mitglied des Kreistages des Altkreises Bergheim, 1975 bis 1989 Mitglied des Kreistages des Erftkreises (heute Rhein-Erft-Kreis), 1983 bis 1984 Ehrenamtlicher Landrat des Erftkreises, 1984 bis 1989 Stellvertretender Landrat des Erftkreises, 1975 bis 1988 Mitglied des Rates der Stadt Bedburg, 20.05.1975 bis 24.11.1987 Bürgermeister der Stadt Bedburg

### Söhne und Töchter
- Arnold von Harff (1471–1505), Ritter und Abenteurer
- Dietrich Wichwael († 1519), Weihbischof in Köln
- Peter Stump (1525–1589), genannt Stubbe-Peter, soll in Gestalt eines Werwolfes mindestens 16 Morde, Vergewaltigungen sowie Inzest begangen haben
- Franz Wilhelm zu Salm-Reifferscheidt (1772–1831), preußischer Generalmajor, Regierender Reichsgraf, Regierender Reichsfürst
- Johann Jakob Iven (1775–1853), Priester und Generalvikar
- Hubert Hucklenbroich (1828–1899), Bauunternehmer, Stifter des Krankenhauses St. Hubertusstift im Jahre 1895
- Mathias Koenen (1849–1924), Bauingenieur und einer der Begründer der Eisenbetonbauweise
- Heinrich Blase (1855–1921), Altphilologe, Gymnasiallehrer und -direktor
- Anton Heinen (1869–1934), katholischer Priester und Erwachsenenpädagoge
- Paul Silverberg (1876–1959), Industrieller
- Julius Mennicken (1893–1983), Landrat des Rheinisch-Bergischen Kreises, Kreisleiter der NSDAP
- Karl Leyhausen (1899–1931), Kunstmaler und Wahlfranzose
- Josef Neunzig (1904–1965), römisch-katholischer Priester, Verfolgter des Nationalsozialismus
- Maurus Sabel (* 27. Oktober 1912; † 1. August 2012), Benediktiner, Gründer der „Tholeyer Sängerknaben“ der Benediktinerabtei St. Mauritius (Tholey)
- Hans Sabel (1912–2003), Komponist
- Josef Wieland (* 1951), Wirtschaftsethiker
- Elke Brüggen (* 1956), Germanistin und Kultur- und Literaturwissenschaftlerin, Hochschullehrerin
- Thomas von Danwitz (* 1962), Rechtswissenschaftler und Richter am Europäischen Gerichtshof
- Thomas Ritz (* 1971), Informatiker und Wirtschaftswissenschaftler
- Heike Esser (* 1973), Schwimmerin
- Katharina Molitor (* 1983), Speerwerferin

### Personen mit Verbindung zu Bedburg
- Adolf Silverberg (1845–1903), Industrieller
- Wilhelm von Mirbach-Harff (1871–1918), Diplomat und Botschafter; lebte anfangs in Bedburg und machte dort das Abitur
- Rita Lü (* 1959), Künstlerin
- Karl Gatzen (1921–1975), Kommunalpolitiker und Bundestagsabgeordneter der CDU
- Ákos Sziráki (* 1969), Bildhauer, Maler und Objektkünstler